# نهر كروس
نهر كروسّ Cross River هو نهر في الجزء الغربي من الكمرون والجزء الجنوبي الشرقي من نيجيريا.
يبدأ مجرى النهر من مرتفعات غربيّ الكمرون ويجري غرباً وجنوباً ليصبّ إلى خليج غينيا. طوله 304 أميال (نحو 489 كيلو متراً).